# San Salvador (Entre Ríos)
San Salvador ist Hauptstadt des gleichnamigen Departamento im Nordosten der argentinischen Provinz Entre Ríos und liegt 420 Kilometer von der Hauptstadt Buenos Aires entfernt.